# Moderato cantabile (film)
Moderato cantabile è un film del 1960 diretto da Peter Brook, tratto dall'omonimo romanzo di Marguerite Duras.
Fu presentato in concorso al 13º Festival di Cannes, dove Jeanne Moreau vinse il premio per la miglior interpretazione femminile.

## Trama
Anna Desbarèdes è una giovane donna, sposata con un ricco imprenditore, che vive un'esistenza monotona nella cittadina di Blaye, piccolo comune francese. Dopo essere stata testimone indiretta di un omicidio avvenuto in un bar ella vi ritorna il giorno successivo dove fa la conoscenza di Chauvin, il quale la informa in modo più dettagliato sulle modalità del delitto, e questo induce Anna, a causa di un equilibrio mentale instabile, a pensare che questi intenda ucciderla.

## Critica
(François Truffaut)
(Françoise Hardy)

## Riconoscimenti
- Festival di Cannes 1960:
  - Premio per la miglior interpretazione femminile (Jeanne Moreau)